# Gossia pubiflora
Gossia pubiflora är en myrtenväxtart som först beskrevs av Cyril Tenison White, och fick sitt nu gällande namn av Neil Snow och Gordon P. Guymer. Gossia pubiflora ingår i släktet Gossia och familjen myrtenväxter. Inga underarter finns listade i Catalogue of Life.